# Courrier de Chine
Pour plus de détails, voir Fiche technique et Distribution.
Courrier de Chine (China Clipper) est un film américain réalisé par Ray Enright, sorti en 1936.

## Synopsis
Dans les années 1930, un homme, Dave Logan, s'efforce d'établir une liaison aérienne transpacifique. Son objectif est de relier la Chine à la Côte Ouest des Etats-Unis d'Amérique. Sa femme et son patron essayent de l'en dissuader.

## Fiche technique

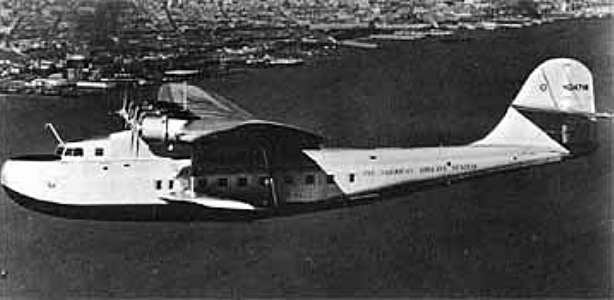
L'hydravion Martin M-130 China Clipper apparaissant dans le film.

- Titre original : Courrier de Chine
- Titre original : China Clipper
- Réalisation : Ray Enright
- Scénario : Frank Wead, Norman Reilly Raine
- Producteur : Samuel Bischoff
- Photographie : Arthur Edeson
- Montage : Owen Marks
- Musique : Bernhard Kaun, Heinz Roemheld
- Société de production : First National Pictures
- Société de distribution : Warner Brothers
- Pays de production :  États-Unis
- Langue originale : anglais américain
- Format : noir et blanc — 1,37:1 — son : mono
- Durée : 85 minutes
- Genre : aventure, drame
- Dates de sortie : 
  - États-Unis : 22 août 1936
  - France : 5 mars 1937

## Distribution
- Pat O'Brien : Dave Logan

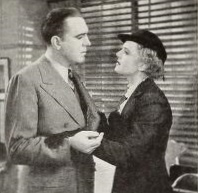
Pat O'Brien et Beverly Roberts dans une scène du film.

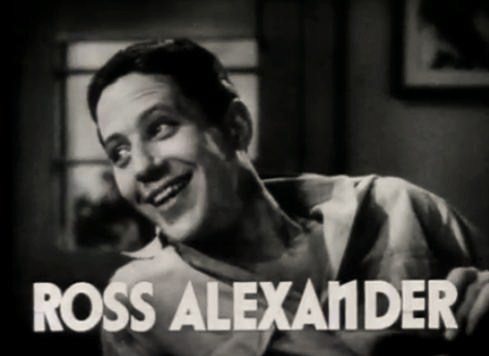
Ross Alexander dans le générique du film.

- Beverly Roberts : Jean "Skippy" Logan
- Ross Alexander : Tom Collins
- Humphrey Bogart : Hap Stuart
- Marie Wilson : Sunny Avery
- Joseph Crehan : Jim Horn
- Addison Richards : Mr. B.C. Hill
- Ruth Robinson : Mother Brunn
- Henry B. Walthall : "Dad" Brunn
- Carlyle Moore Jr. : l'opérateur radio sur le clipper
- Lyle Moraine : le copilote du clipper
- Dennis Moore : Clipper Engineer
- Wayne Morris : le navigateur du clipper
- Alexander Cross : Bill Andrews
- William Wright : le pilote qui refuse de voler
- Kenneth Harlan : l'inspecteur de commerce
- Anne Nagel : le réceptionniste de Logan
- Marjorie Weaver : la secrétaire de Logan
- Milburn Stone : l'opérateur radio
- Houseley Stevenson : le docteur